# ثبات دوراني
الثبات الدوراني أو اللاتباين الدوراني هو إحدى خواص الدوال المعرفة على فضاء الجداء الداخلي التي لا تخضع لتغير عتد تطبيق تحويلات دورانية ما على هذا الفضاء.

## اقرأ أيضاً
- تناظر دوراني